# Лжа
Лжа (Льжа, в Латвии Лу́дза латыш. Ludza) — река в Латвии и Псковской области России, правый приток Утрои. Длина 156 км, площадь бассейна 1540 км², средний расход воды в 9 километрах от устья 10,5 м³/с. Принадлежит к бассейну Балтийского моря.
Крупнейший приток: Инница (справа, в 91 км от устья).

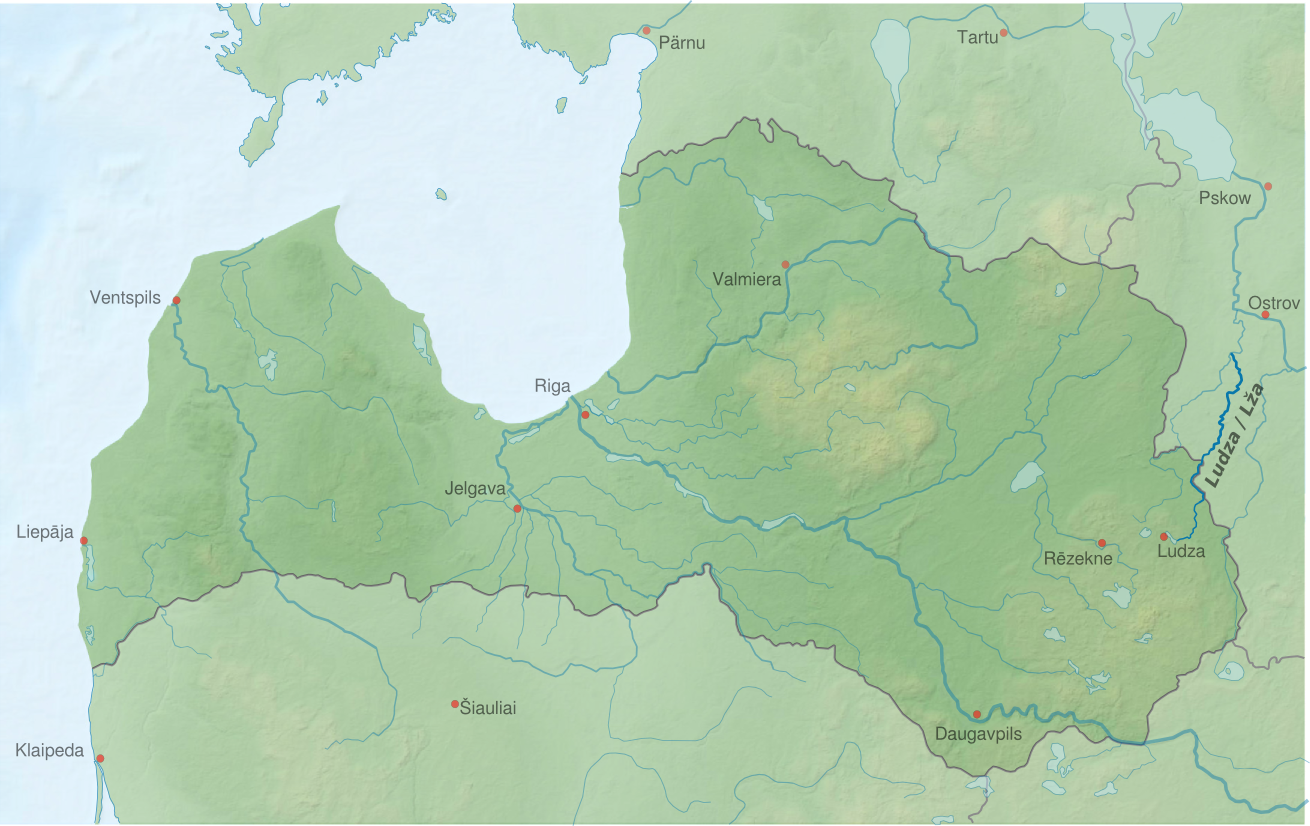
Лжа на карте Латвии

Лжа берёт начало в Латвии, она вытекает из озера Лиелайс-Лудзас, на берегу которого расположен город Лудза. В верховьях спрямлена каналом.
После истока течёт на север в болотистой местности, сильно петляя. Ниже начинает образовывать границу Латвии и России, приблизительно через 25 километров уходит на территорию России, где течёт на север параллельно реке Синей (с востока) и Утрое (с запада). Течение на этом участке достаточно быстрое, в русле камни и отдельные каменистые перекаты и порожки. Лес по берегам сменяют заболоченные луга.
Лжа впадает в Утрою рядом с платформой Гольцево железной дороги Остров — Резекне.

## Данные водного реестра
Код объекта в государственном водном реестре — 01030000212102000028693.